# Коцюбинська Наталя Антонівна
Ната́ля Анто́нівна Коцюби́нська (*24 червня (6 липня) 1896, село Мисюрівка, Літинський повіт, Подільська губернія — †11 грудня 1937, Саратов, Росія) — українська мистецтвознавиця. Активна діячка Українських визвольних змагань 1917—1921 років.

## Життєпис
Народилася в сім'ї сільського священика. У 1913 році закінчила в Тульчині єпархіальне училище, а в 1918 році — Вищі жіночі курси в Києві. Працювала вчителем в Липовецькому повіті Київської губернії, а також працювала в дитячому садку в Києві.
Входила до складу Української партії соціалістів-революціонерів (УПСР). Працювала в оргбюро Липовеччини, комісаром преси Інформбюро армії Української Народної Республіки.
У 1921—1924 роках навчалася в Археологічному інституті в Києві.
Від січня 1923 року працювала у Всеукраїнській академії наук (ВУАН), у Комісії для складання термінологічних словників з обсягу мистецтва. Від лютого цього ж року — постійною співробітницею Кабінету українського мистецтва ВУАН, яким керував академік Олекса Петрович Новицький.
Від 1926 року входила до складу гуртка «Студіо» при Кабінеті українського мистецтва ВУАН. Згодом цей гурток злився з семінаром Всеукраїнського історичного музею ім. Т.Шевченка. Коцюбинська разом із Євгенією Спаською, Марією Новицькою, Марією Вязьмітіною та Надією Венгржиновською входила до складу «п'ятірки», яка працювала під безпосереднім керівництвом Данила Михайловича Щербаківського (помер 6 червня 1927 року). У квітні 1928 року Коцюбинська була секретаркою Комітету увічнення пам'яті Данила Щербаківського. 26 квітня 1929 року на засіданні Науково-дослідної кафедри мистецтвознавства виступила з доповіддю «Що вимагав Данило Михайлович Щербаківський від робіт по мистецтвознавству».
8 січня 1927 року Коцюбинську затвердили аспіранткою Науково-дослідної кафедри мистецтвознавства. У 1924—1931 роках досліджувала орнаментацію рушників і килимів різних місцевостей України, розписи хат, кам'яні та дерев'яні надгробки на цвинтарях, шиття та ткацтво, складала карти народної художньої промисловості в Україні, опрацьовувала археологічні знахідки при розкопах: в Чернігові церкви Спаса, в Києві на садибі Трубецького та ін.
Вивчала архітектуру замкових будов у місті Хмільник, срібництво у Кам'янці-Подільському, мистецтво Поділля.
Кілька разів була заарештована — 1919, 1924, 1925 та 1934 року. На засланні в Саратові заарештована 18 жовтня 1937 року і 8 грудня того ж року засуджена до вищої міри покарання. Розстріляна 11 грудня 1937 року в Саратові.

## Науковий доробок
Серед ґрунтовних досліджень: про композицію пелікана, що своєю кров'ю напоює своїх дітей, в українському мистецтві. Експедиційні щоденники, доповіді, звіти дослідниці та листи до неї кореспондентів Кабінету українського мистецтва ВУАН опубліковано І. Ходак.